# 益田美都道路
益田美都道路（ますだみとどうろ）は島根県益田市内を通る国道191号のバイパスである。

## 概要
旧国道191号は益田川に沿って走り、線形不良区間や隘路区間を多く抱えておりボトルネックとなっていた。また積雪による通行止めが一冬で平均3回起こったり、昭和58年7月豪雨（山陰豪雨）による益田川氾濫の影響を甚大に受けたりなど円滑な通行に支障をきたしていた。
これらの問題点の解消、益田市から美都町（現・益田市の一部）にかけての生活圏の拡大、自動車交通の促進、および走行環境の改善を目的として建設されたのが当バイパスであり、1996年に全線が開通した。
このバイパスの開通により、美都町では町営団地の開発が盛んに進められた。また、益田市と広島方面や美都温泉郷への行き来が容易になった。

### 路線データ
- 起点：島根県益田市あけぼの東町（＝旧国道191号、島根県道310号益田吉田線交点）
- 終点：島根県益田市美都町宇津川
- 総距離：22.8 km
- 車線：全線2車線
- 事業費：232億円

## 歴史
- 1975年度 - 美都町都茂地区2.0kmの用地着手
- 1976年度 - 益田市吉田地区（起点～益田市大谷町）3.2kmの用地着手
- 1977年度 - 美都町仙道地区（美都町朝倉～美都町仙道）0.9kmの用地着手
- 1978年度 - 美都町上仙道地区（美都町仙道～美都町都茂）4.0kmの用地着手
- 1978年12月 - 美都町都茂地区が開通・供用開始
- 1980年度 - 美都町二川地区（美都町都茂～終点）5.7kmの用地着手
- 1980年12月 - 仙道地区0.9kmが開通・供用開始
- 1981年度 - 大谷地区（益田市大谷町～益田市久々茂）3.1kmの用地着手
- 1982年9月 - 益田市吉田地区開通・供用開始
- 1984年3月 - 美都町上仙道地区開通・供用開始
- 1987年12月 - 益田市大谷地区開通・供用開始
- 1989年度 - 美都町笹倉地区（益田市久々茂～美都町朝倉）3.9kmの用地着手
- 1991年10月 - 美都町二川地区が開通・供用開始
- 1996年12月18日 - 美都町笹倉地区が開通、全線開通・供用開始

全部で7つの工区に分けた上で事業が進められた。

## 地理

### 通過する自治体
- 島根県
  - 益田市

### 交差する道路
- 島根県道310号益田吉田線
- 島根県道171号益田種三隅線
- 島根県道54号益田澄川線
- 島根県道309号東仙道津田停車場線
- 島根県道172号美都匹見線
- 島根県道34号浜田美都線

### 沿線
- 益田警察署
- 益田市合同庁舎
- 益田市立豊川小学校
- 東仙道郵便局
- 益田市立美都中学校
- 益田市立都茂小学校
- 美都郵便局
- 益田市役所美都支所（旧美都町役場）
- 道の駅サンエイト美都
- 美都温泉